# Дамп (Німеччина)
Дамп (нім. Damp) — громада в Німеччині, розташована в землі Шлезвіг-Гольштейн. Входить до складу району Рендсбург-Екернферде. Складова частина об'єднання громад Шляй-Остзее.
Площа — 13,81 км2. Населення становить 1488 ос. (станом на 31 грудня 2020).

## Галерея

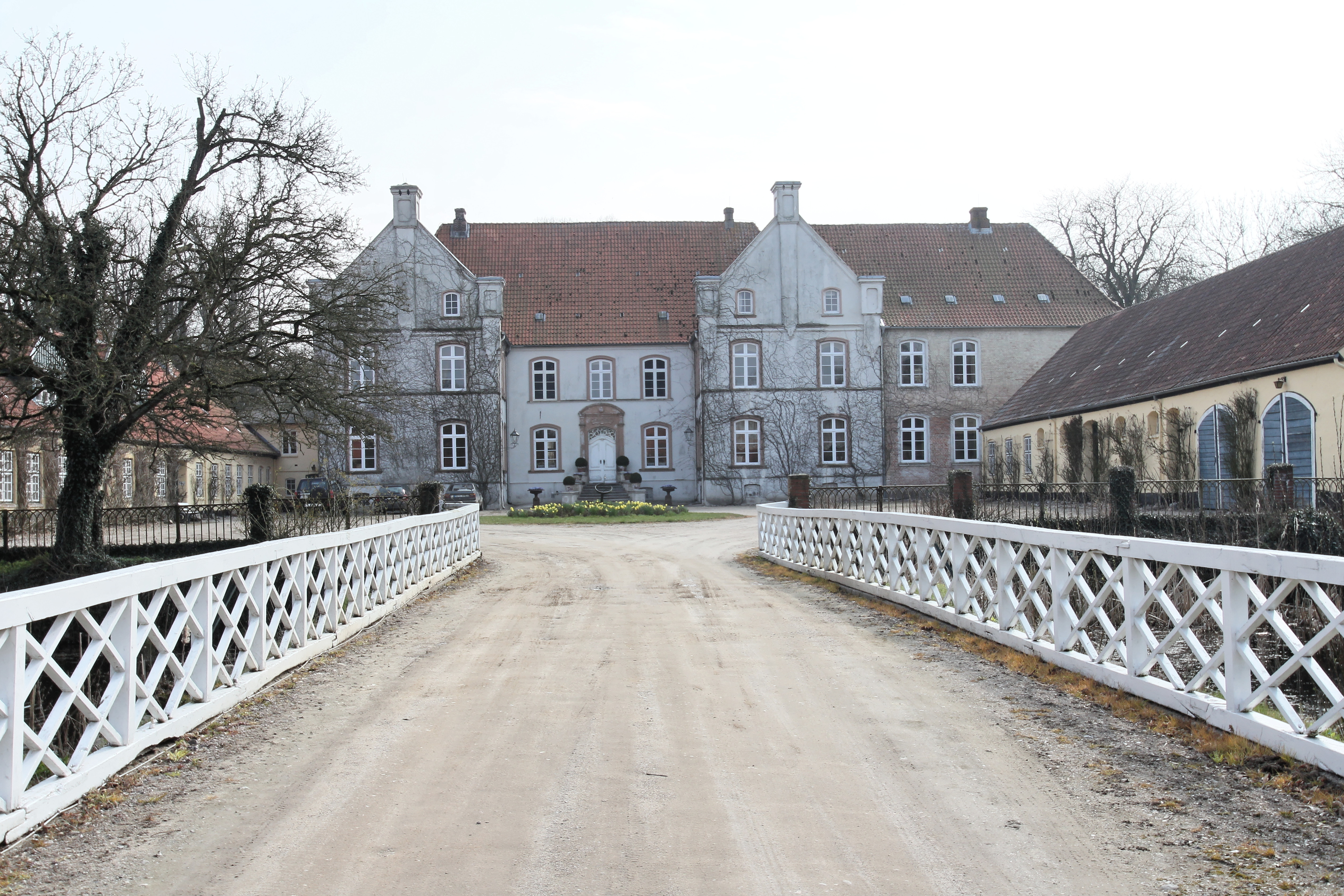
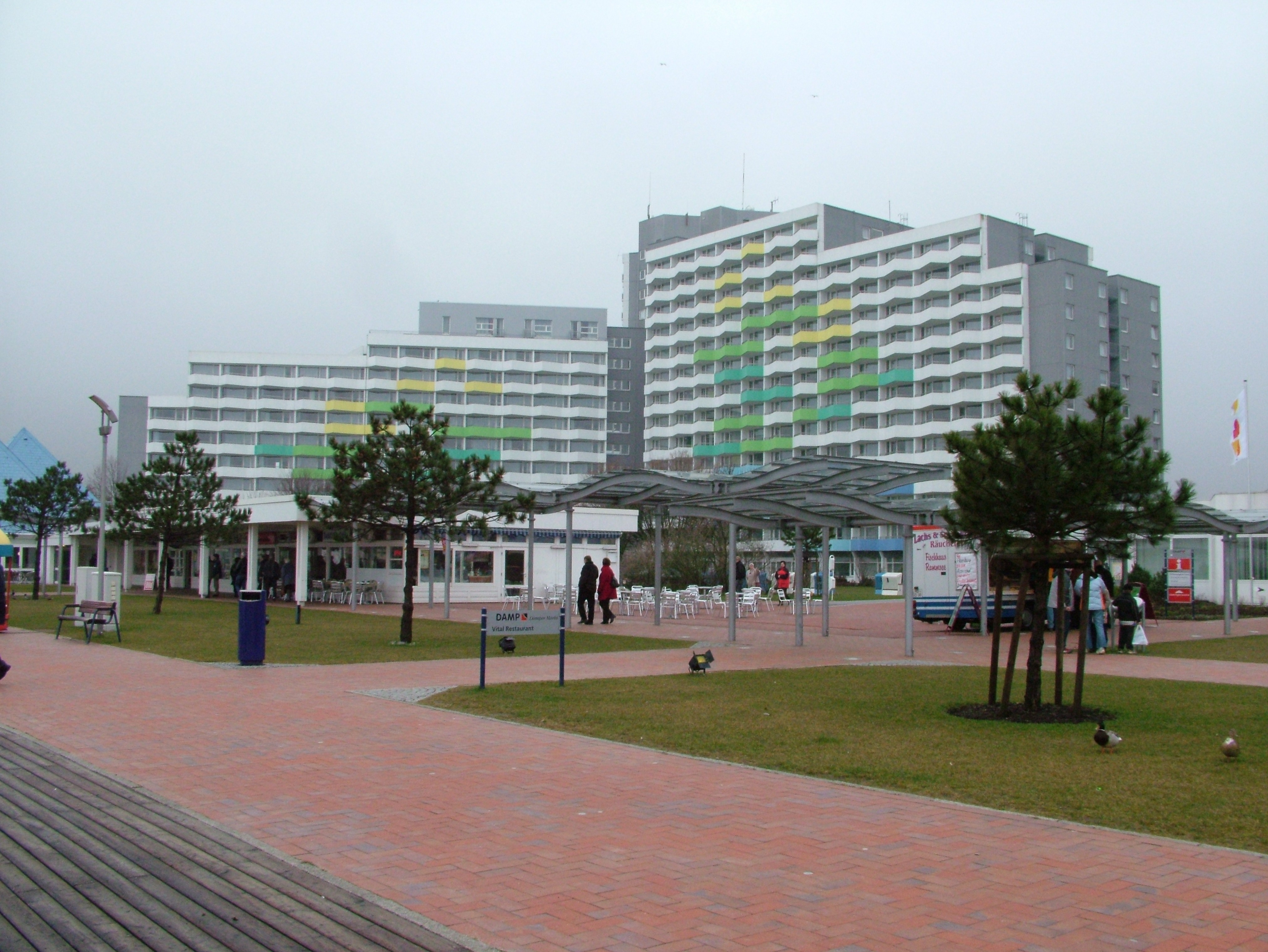
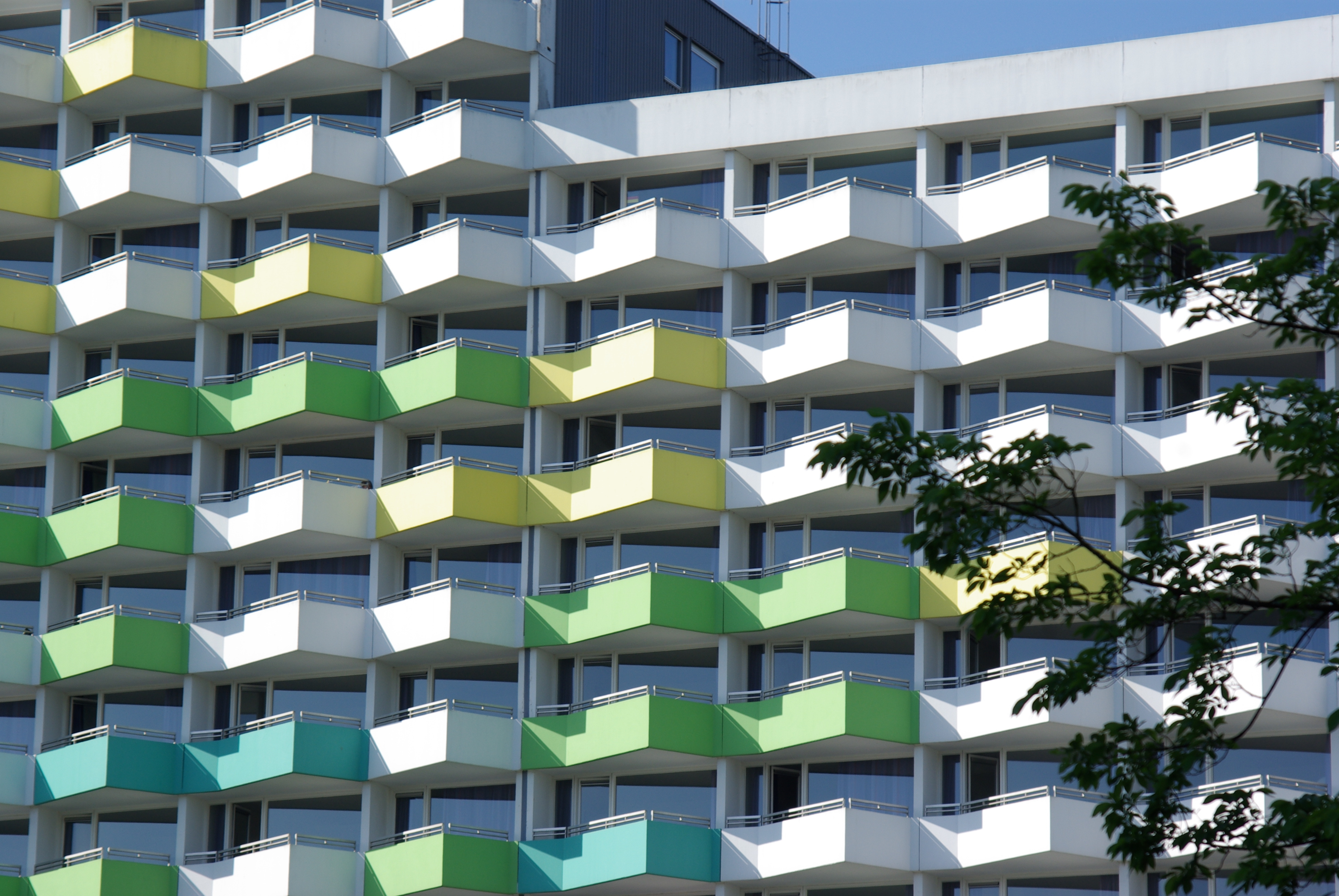
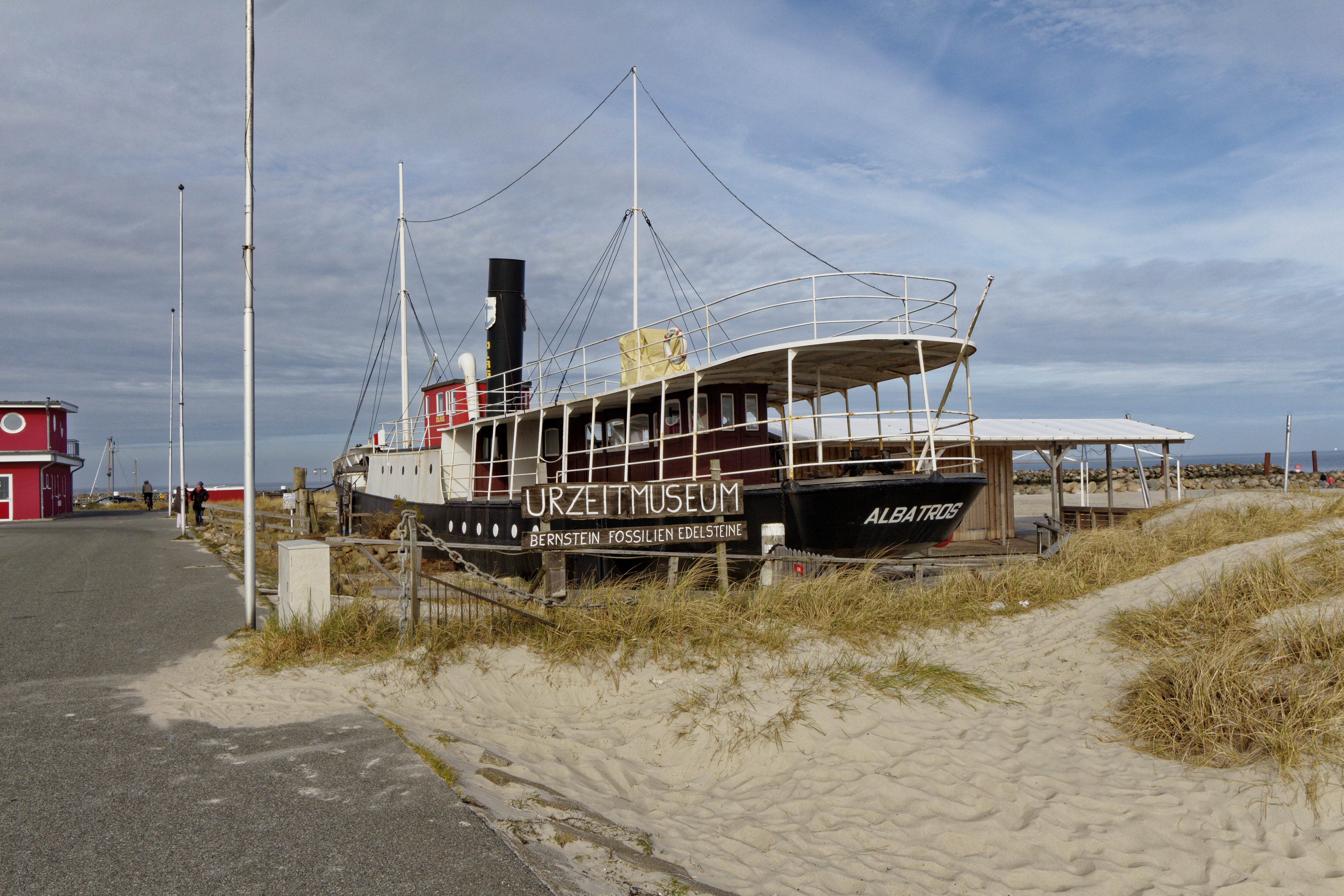
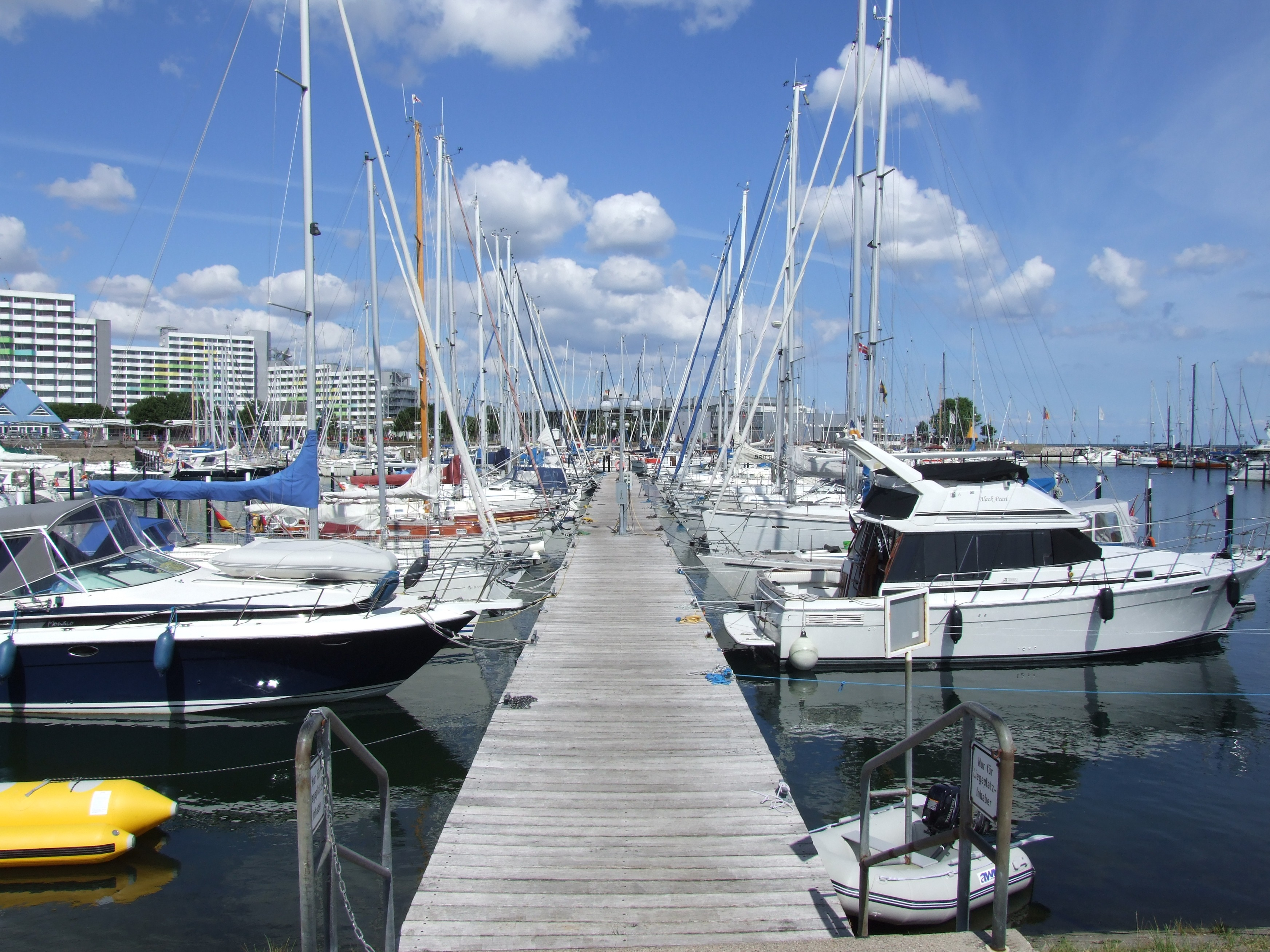